# 佩德罗·雷耶斯
佩德罗·雷耶斯（西班牙語：Pedro Reyes，1972年11月13日—），智利男子足球运动员，司职后卫。他曾代表智利国奥队参加2000年夏季奥林匹克运动会足球比赛，获得一枚铜牌。